# Bahodir Jalolov
Bahodir Isomiddin oʻgʻli Jalolov (usbekisch-kyrillisch Баҳодир Исомиддин ўғли Жалолов; englisch Bakhodir Jalolov, * 8. Juli 1994 in Sariosiyo) ist ein usbekischer Profiboxer im Schwergewicht.

## Amateurkarriere
Jalolov wurde von 2013 bis 2016 viermal in Folge Usbekischer Meister und gewann bei der Weltmeisterschaft 2015 in Doha, nach einer 1:2-Niederlage im Halbfinale gegen Iwan Dytschko, eine Bronzemedaille.
2016 erreichte er bei der asiatisch-ozeanischen Olympiaqualifikation in Qian’an das Finale und qualifizierte sich damit für die Olympischen Sommerspiele 2016 in Rio de Janeiro. Dort siegte er gegen Edgar Muñoz, schied jedoch im Viertelfinale gegen den späteren Silbermedaillengewinner Joseph Joyce aus.
Er ist Gewinner der Asienmeisterschaften 2017 in Taschkent, 2019 in Bangkok und 2021 in Dubai, sowie Gewinner der Asienspiele 2023 in Hangzhou, wobei er in allen vier Finalkämpfen gegen Qamschybek Qongqabajew gewinnen konnte.
Seinen ersten Weltmeistertitel gewann er 2019 in Jekaterinburg nach Siegen gegen Tsotne Rogawa, Richard Torrez, Maxim Babanin und Qamschybek Qongqabajew. 2020 gewann er in Amman die asiatische Olympiaqualifikation und startete bei den Olympischen Sommerspielen 2020 in Tokio, wo er mit Siegen gegen Məhəmməd Abdullayev, Satish Kumar und Frazer Clarke das Finale erreichte und dort beim Kampf um die Goldmedaille Richard Torrez bezwang.
Bei der Weltmeisterschaft 2023 in Taschkent gewann er seinen zweiten WM-Titel durch Siege gegen Danis Latypov, Teremoana Teremoana, Qamschybek Qongqabajew, Ayoub Ghadfa und Fernando Arzola. Zudem gewann er bei den Olympischen Spielen 2024 in Paris auch seine zweite olympische Goldmedaille, nachdem er Omar Shiha, Teremoana Teremoana, Nelvie Tiafack und Ayoub Ghadfa besiegt hatte.

## Profikarriere
Sein Profidebüt gewann er am 5. Mai 2018 in den USA gegen Hugo Trujillo.

## Liste der Profikämpfe
| 14 Siege (14 K.-o.-Siege), 0 Niederlagen, 0 Unentschieden |               |                                                               |                                                           |                         |
| Jahr                                                      | Tag           | Ort                                                           | Gegner                                                    | Ergebnis für Jalolov    |
| 2018                                                      | 5. Mai        | Foxwoods Resort Casino, Mashantucket, USA                     | Hugo Trujillo                                             | Sieg / TKO 3. Runde     |
| 2018                                                      | 29. September | Kings Theatre, Brooklyn, USA                                  | Eduardo Vitela                                            | Sieg / KO 1. Runde      |
| 2018                                                      | 27. Oktober   | Madison Square Garden, New York, USA                          | Tyrell Wright                                             | Sieg / Aufgabe 4. Runde |
| 2018                                                      | 8. Dezember   | Industry Hills Expo Center, La Puente, USA                    | Marquis Valentine                                         | Sieg / KO 1. Runde      |
| 2019                                                      | 15. März      | Marconi Automative Museum, Tustin, USA                        | Willie Harvey                                             | Sieg / TKO 2. Runde     |
| 2019                                                      | 10. April     | Sony Hall, San Francisco, USA                                 | Brendan Barrett NABF-Junioren Schwergewicht-Meisterschaft | Sieg / KO 1. Runde      |
| 2020                                                      | 12. Dezember  | San Luis Rio Colorado, Sonora, Mexiko                         | Wilfrido Leal                                             | Sieg / TKO 1. Runde     |
| 2021                                                      | 3. April      | Humo Arena, Taschkent, Usbekistan                             | Kristaps Zutis                                            | Sieg / TKO 2. Runde     |
| 2021                                                      | 11. Dezember  | Coca-Cola Arena, Dubai, Vereinigte Arabische Emirate          | Julio Cesar Calimeno                                      | Sieg / KO 1. Runde      |
| 2022                                                      | 18. März      | Duty Free Tennis Stadium, Dubai, Vereinigte Arabische Emirate | Kamil Sokolowski                                          | Sieg / TKO 5. Runde     |
| 2022                                                      | 10. Juni      | Turning Stone Resort & Casino, Verona, USA                    | Jack Mulowayi                                             | Sieg / KO 8. Runde      |
| 2022                                                      | 26. November  | Dignity Health Sports Park, Carson, USA                       | Curtis Harper                                             | Sieg / KO 4. Runde      |
| 2023                                                      | 26. August    | Hard Rock Hotel & Casino, Tulsa, USA                          | Onoriode Ehwarieme                                        | Sieg / TKO 1. Runde     |
| 2023                                                      | 17. November  | Humo Arena, Taschkent, Usbekistan                             | Chris Thompson                                            | Sieg / KO 1. Runde      |
| 2025                                                      | 6. Februar    | Casino de Montréal, Montreal, Kanada                          | David Spilmont                                            | Ausstehend              |
| Quelle: Bahodir Jalolov in der BoxRec-Datenbank           |               |                                                               |                                                           |                         |